# Вальтон, Жюль
Жюль Вальтон (фр. Jules Valton; 11 мая 1867, Курсон-ле-Карьер — 6 августа 1941, IV округ Парижа) — французский яхтсмен, серебряный призёр летних Олимпийских игр 1900.
На Играх участвовал на яхте Crabe II в двух гонках — для яхт водоизмещением 0,5—1 тонны и в открытом классе. В первой гонке он занял второе место, получив серебряную медаль. Во втором его экипаж не смог финишировать.